# Marcus Rohdén

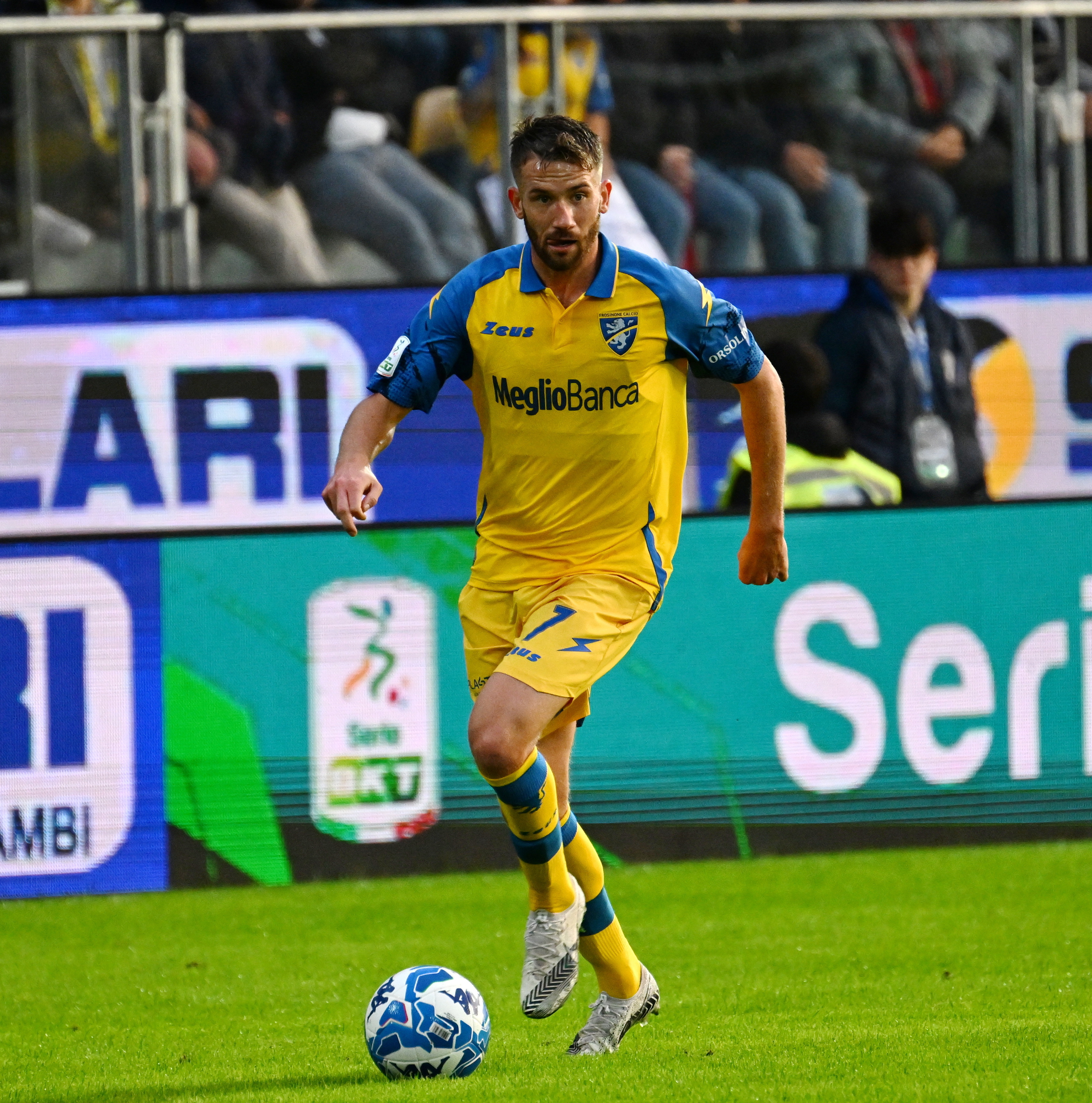
Marcus Rohdén pelo Frosinone em 2022.

Marcus Rohdén  (11 de maio de 1991) é um futebolista sueco que joga pelo Frosinone.

## Carreira
Foi convocado para defender a Seleção Sueca de Futebol na Copa do Mundo de 2018.